# Dzu Geng
Dzu  Geng (kitajsko 祖庚), z osebnim imenom Dzi Jue, je bil kralj kitajske dinastije Šang. 
Vladal je iz Jina (殷). Domeva se, da je prav on naročil izdelavo in posvetil ding Hovmuvu v čast in spomin na njegovo mater Fu Džing.
Na prestolu je bil sedem let od smrti njegovega očeta Vu Dinga leta 1191 pr. n. št. Nasledil ga je brat Dzu Džja.